# Mbanda
Mbanda est un village de la région du Centre du Cameroun, situé dans la commune de Bot-Makak. 

## Population et développement
En 1962, la population de Mbanda était de 265 habitants. La population de Mbanda était de 408 habitants, lors du recensement de 2005. La population est constituée pour l’essentiel de Bassa.  